# Cacciatori di teste (antropologia)

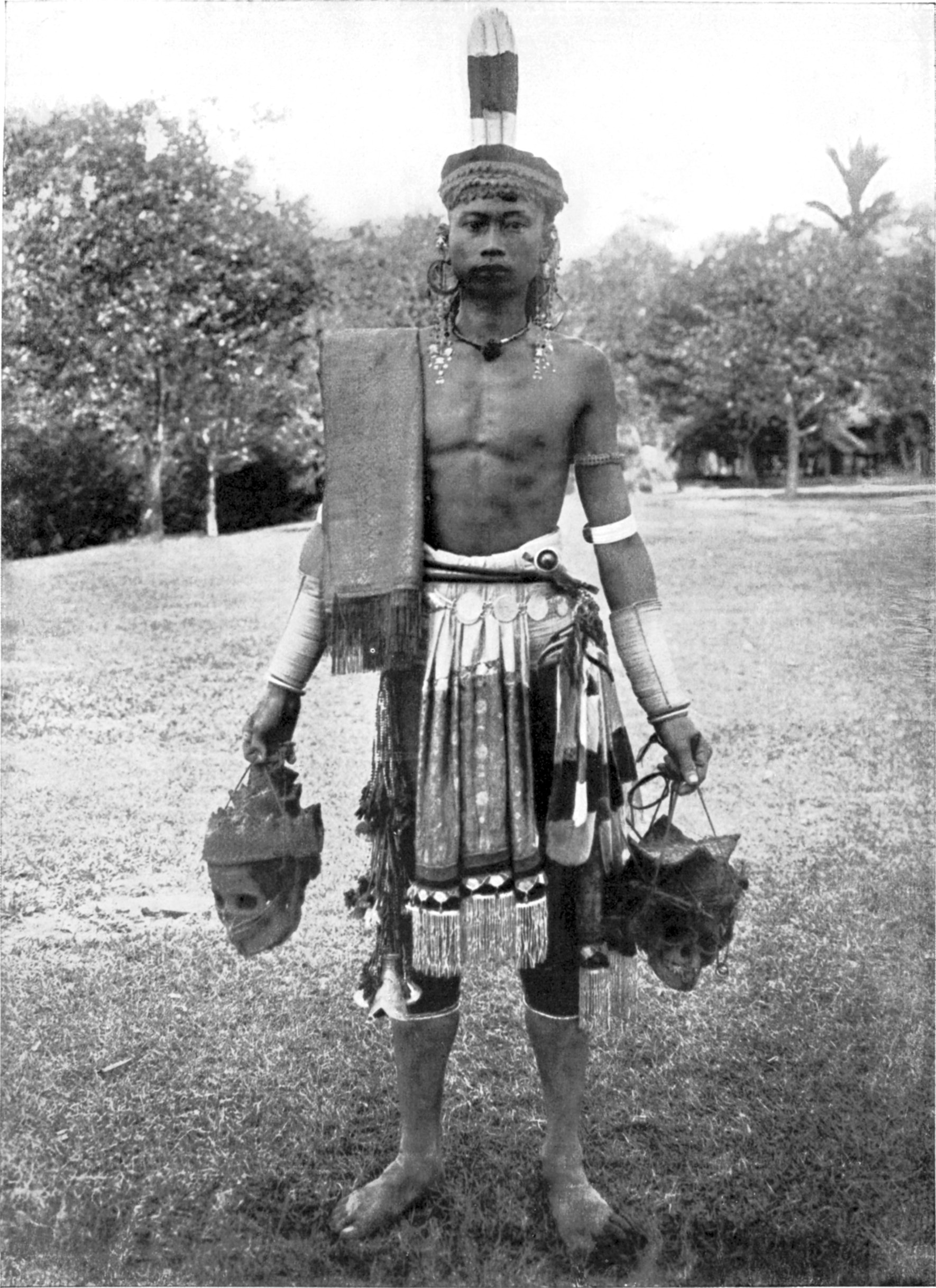
Un Dayak del Borneo con due teste in mano.

Quella dei cacciatori di teste è la pratica di prendere e conservare la testa di una persona dopo averla uccisa. Essa è stata praticata in tempi storici in varie parti dell'Oceania, dell'Asia meridionale e del Sudest asiatico, dell'Asia occidentale e dell'Africa centrale, oltre che in Mesoamerica, così come tra alcune tribù dei Celti, delle tribù germaniche occidentali, dei Vichinghi e degli Sciti dell'antica Europa. Il fatto ha continuato a verificarsi in Europa fino al XIX secolo, in Montenegro, Croazia e nelle parti occidentali dell'Erzegovina; mentre fino alla fine del Medioevo in Irlanda e lungo le regioni del confine anglo-scozzese.
Come pratica, quella dei cacciatori di teste è stata oggetto di intense discussioni all'interno della comunità antropologica per i suoi possibili ruoli sociali, funzioni e motivazioni. Temi che si presentano negli scritti antropologici circa la caccia alle teste includono la mortificazione del rivale, la violenza rituale (vedi sacrificio umano), l'equilibrio cosmologico, la visualizzazione della virilità dell'uomo, il cannibalismo, una forma di prestigio acquisito, e come mezzo per assicurare i servizi della vittima come schiavo nella vita ultraterrena.